# Leignes-sur-Fontaine
Leignes-sur-Fontaine é uma comuna francesa na região administrativa da Nova Aquitânia, no departamento de Vienne. Estende-se por uma área de 32,37 km². Em 2010 a comuna tinha 654 habitantes (densidade: 20,2 hab./km²).